# 和船

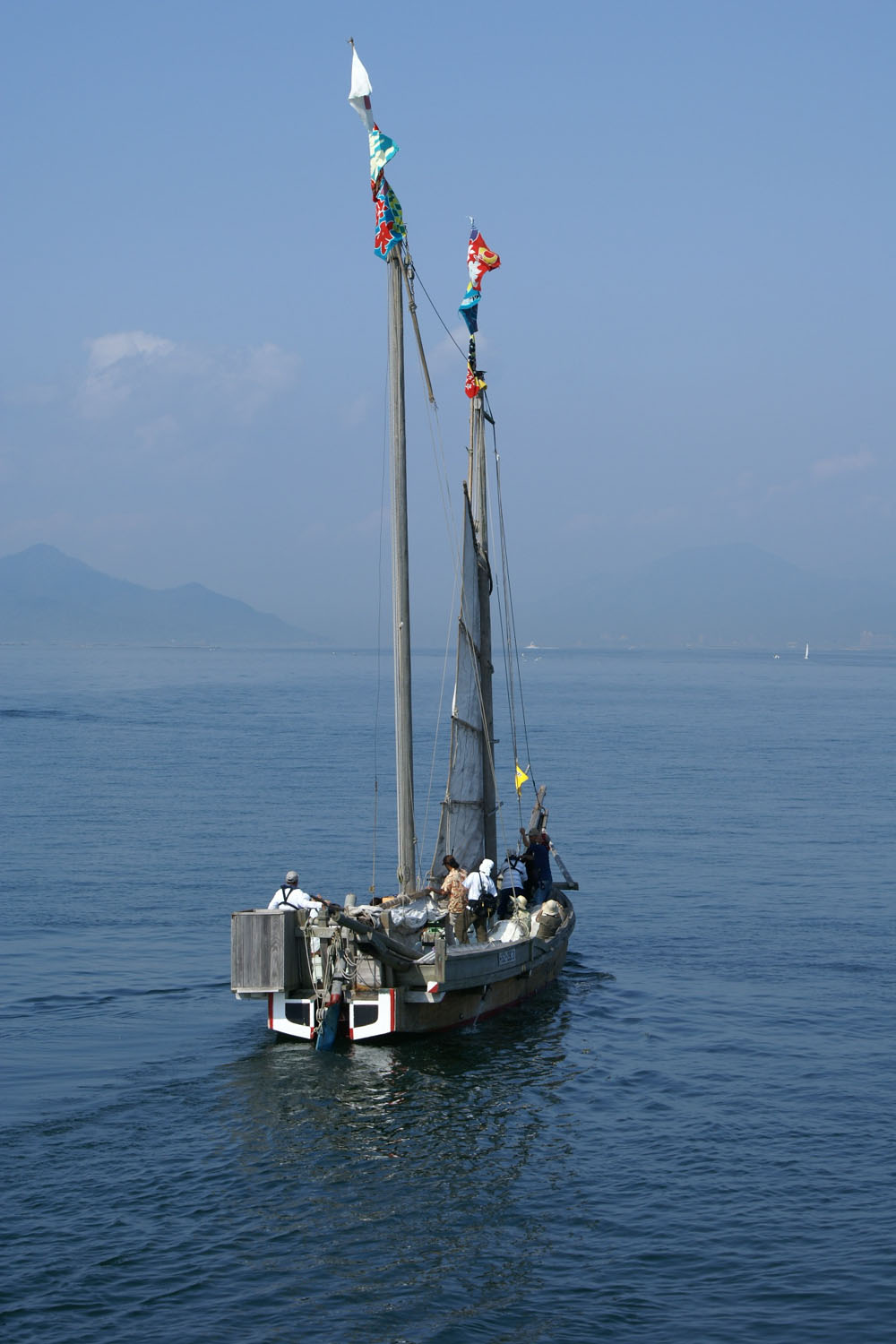
広島県内海町漁協所属の打瀬船「内海丸」、2007年5月の最後の航海。広島観音マリーナにて。

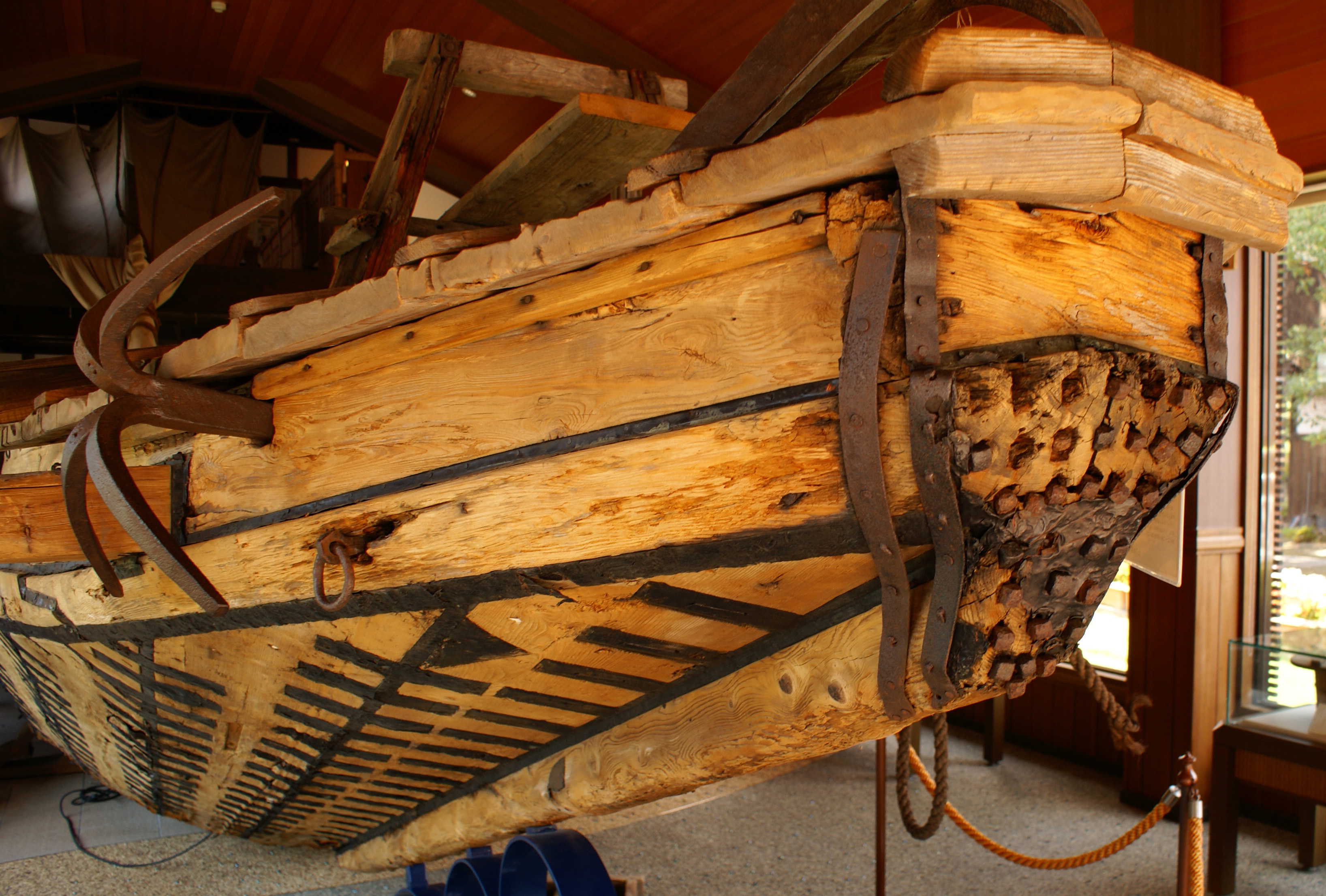
滋賀県西浅井町（現長浜市）の「丸子船の館」に保存されている丸子船の船首部分

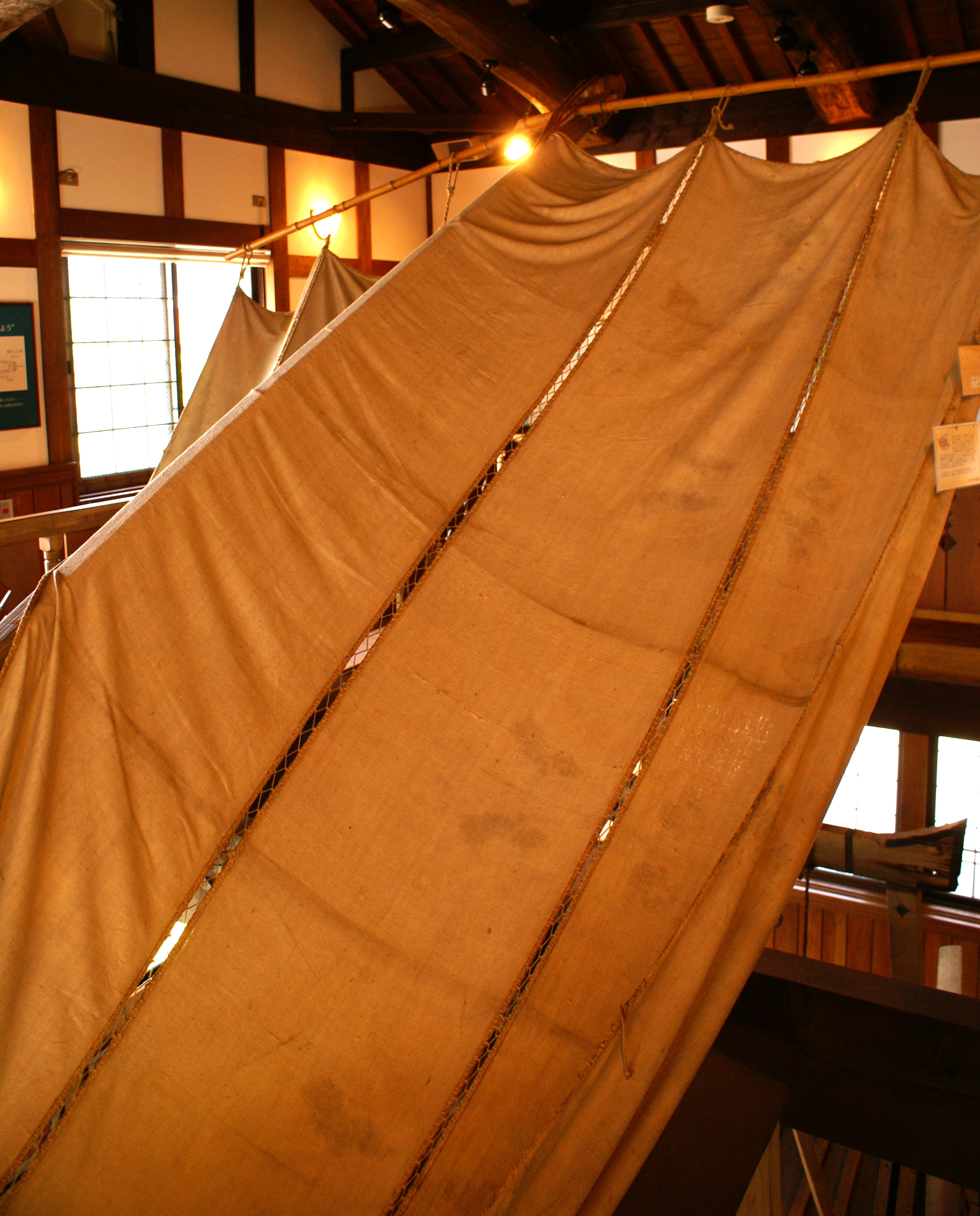
江戸時代に工楽松右衛門が開発した、通称「松右衛門帆」。

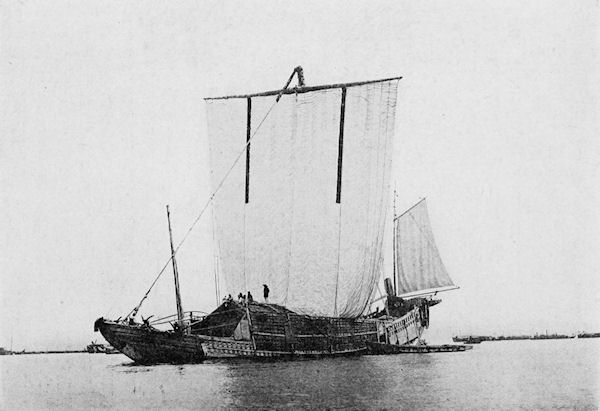
明治時代の廻船

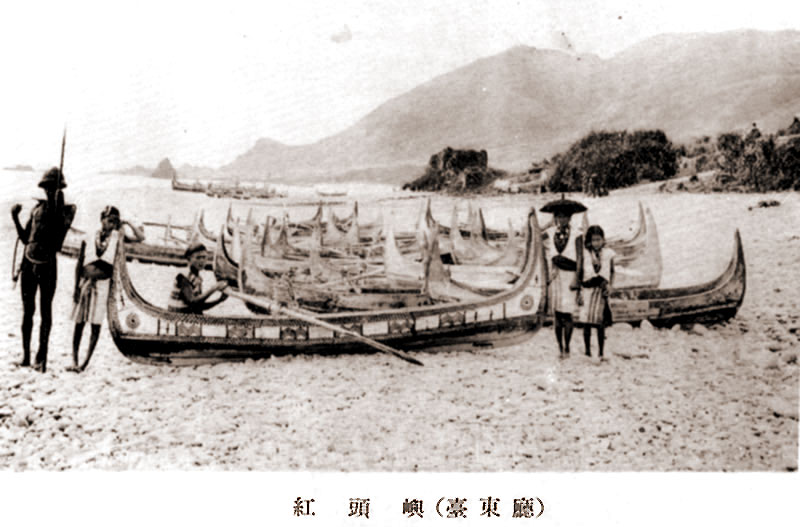
台湾蘭嶼のヤミ族の船「タタラ」

和船（わせん）とは、日本において発達し、移動や漁業に用いられる構造船及び準構造船の総称である。

## 総説
和船はその構造において海外の船と大きく異なる形で発展した。海外の船では応力を、竜骨や肋材といった梁部材で受けるという構造でありこれは大型化を容易にした。一方和船は有史以前の丸木舟からの発達である所までは同様であったが、その後にそのような部材は持たず厚板を必要な強度で継ぎ合わせた構造で発展を遂げた。
船形埴輪に見られる古墳時代の準構造船、諸手船、明治時代の打瀬船、あるいは丸子船や高瀬舟など内水面で使用された船舶に至るまで、日本の船舶は基本的には全てそのような基本構造のもとにあった。和船はこのような基本構造のもとに日本各地の風土や歴史に応じて多種多様な発展を遂げた船舶の総称である。
ただしすべての日本で建造された船舶がそのような構造をとっていたわけではない。平安時代の遣唐使船や江戸時代初期の朱印船等は、ジャンクの構造を取り入れており、江戸後期の三国丸は日本、中国、オランダの船舶の特徴をあわせもった船というコンセプトで建造されていた。このように主に外洋船を中心として例外は存在していた。

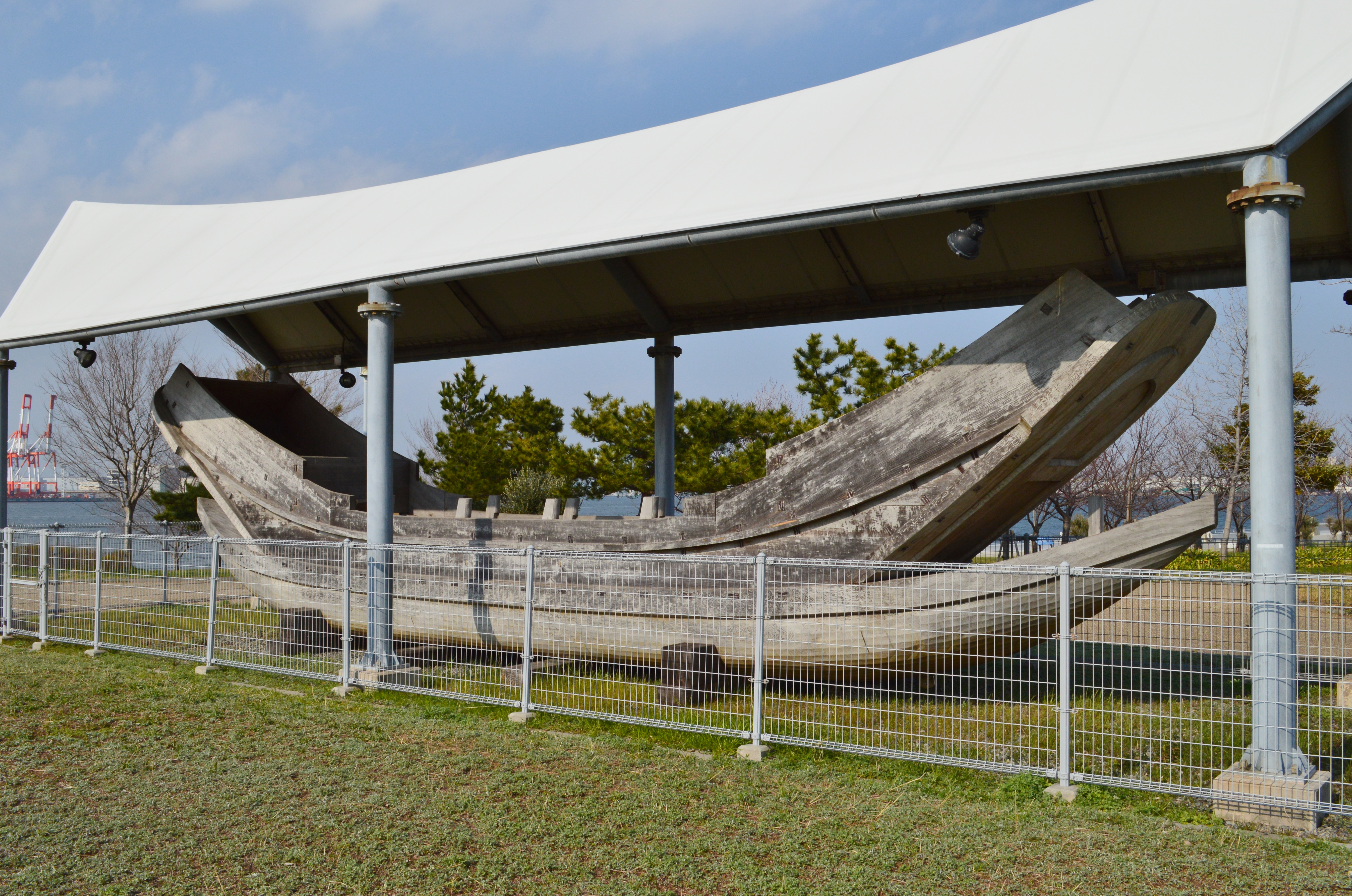
古代船復元船 なにわの海の時空館展示。
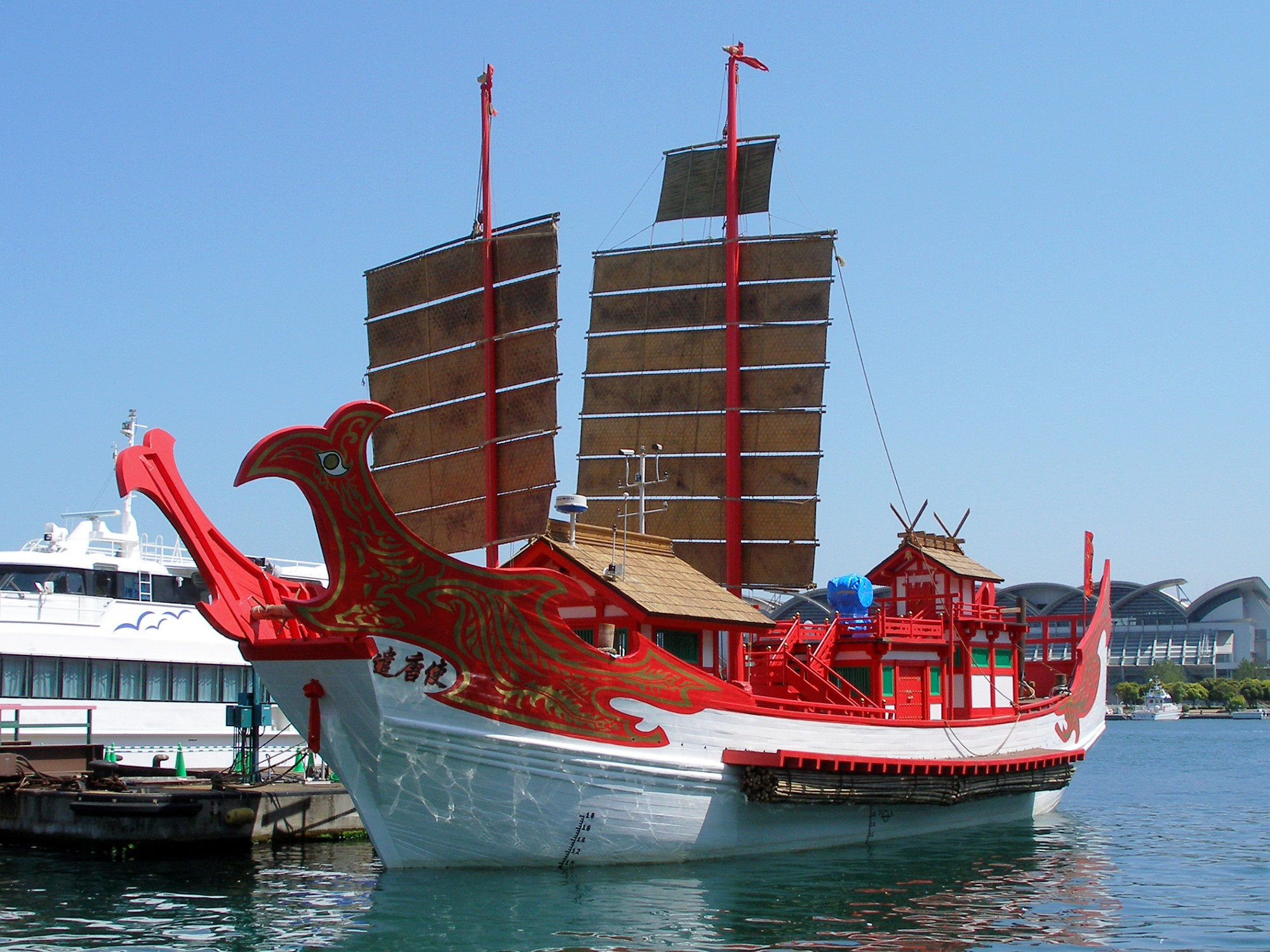
遣唐使船復元船

## 主な構成要素
和船にだけという要素は存在しない。しかし要素の選択の傾向という点では和船は明らかに独自性を持っている。まず船体の構造について見ると、船底材に舷側材を棚の形で継ぎ足していくという点が、和船全てに共通する特徴である（ただしこうした特徴はミクロネシアやポリネシアの航海カヌーにも顕著なので、和船独自の特徴とは言えない）。船底材は最初期の準構造船においては単材を刳り抜いたものであるが、後に東北地方に多く見られるムダマハギ構造（単材から複数の船底材を刳り抜いてはぎ合わせる工法）に進化し、最終的にははぎ合わせた板材に棚を追加し船梁で補強する棚板造りへと進化した。前者の準構造船は室町時代頃までの主流であったが、後者の構造船も平安時代後期にはすでに琵琶湖では使用されていたことが判明している。
推進方法は帆、長櫂・車櫂（オール）、艪、練櫂・小櫂（パドル）、棹の5種類が用いられている。
帆の構造に関しては、古代と中世では異なり、6世紀の珍敷塚古墳（福岡県吉井町）に描かれた船では、両舷に棒が立てられ、その間に帆が張られており、このタイプはミクロネシアの船や近世期のアイヌの船にも見られる（後述書 p.97）。これが中世の絵巻物では、船体のほぼ中央に帆柱が立てられ、四角い帆が張られた（後述書 p.97）。この四角い帆は、東アジアでは日本以外では使われておらず、起源は不明であるが、古代と中世の間で、帆装法の技術の断絶が確認される。
中世以降、帆は一枚帆という形式が多く、帆形は四角帆が主流であった。しかし打瀬船のように2本あるいは3本マストの和船も存在していたし、帆の下端を絞り込むことで逆三角帆とすることもあった。帆に使用されたのは江戸時代までは基本的に筵（ムシロ）であったが（『和漢三才図会』の「帆」にも、「昔は藁筵を用いたが、近年は木綿織物を用いる」と記述がある）、江戸時代に工楽松右衛門が通称「松右衛門帆」と呼ばれる帆布を開発し、全国に普及した。
日本においてはオールは長櫂や車櫂と呼ばれ、長櫂は瀬戸内海を中心に、車櫂は東北から北海道にかけて使用された。艪は東北から種子島までの範囲で用いられ、奄美群島以南では小櫂（パドル）が用いられた。
江戸幕府が船に竜骨やマストや帆を二本以上用いる事を禁じたという説があるが、特に史料的な裏付けはない。これらはあくまで利便性・経済的な理由を主としている。

## 沖縄・北海道の船
旧琉球王国の領域の住民や、アイヌも和船と似た船を使っていた。

### 沖縄の伝統船
琉球王国で使用されていた船舶や舟艇のうち、大型の構造船「進貢船」は明らかにジャンクであり、やや小型の「馬艦船」（マーラン船）もジャンクに近い構造を持っている。
また、鹿児島県奄美群島で用いられた板付（イタツケ、イタツキ）や比較的大型の板付である小早船（クバヤ）、沖縄本島北部西海岸とその周辺島嶼部を中心に用いられたタタナー（二棚船）、大宜味村の塩屋湾でおこなわれるウンジャミという祭りに登場するハーリー船、八重山諸島・黒島の豊年祭に登場するパーレー船など、和船に類似する構造を持つ船もある。台湾東海岸沖の蘭嶼に住むヤミ族の伝統的な船「タタラ」も、和船と一部の特徴を共有するものだが、それら相互の系統関係についてはつまびらかではない。
それらを除く小型のサバニはリュウキュウマツなどの大木を刳り抜いた丸木舟（クリブニ）であったが、明治期の琉球処分以後、特に沖縄本島南部の糸満においてアギヤーと呼ばれる大型追込網漁がおこなわれるようになり、積載する漁具や人員が増加して相対的に大型の船体を必要とするようになったことや、九州以北との関係が強まって宮崎産の飫肥杉が用材として豊富に流通するようになったことなどを契機として、複材化された。その際、チキリや竹釘を用いて船材を接合する九州以北の木工技術が導入され、定着した。このようにして複材化・大型化したサバニは「ハギ舟（本ハギ、糸満ハギ）」と呼ばれる。

### 北海道の伝統船
北海道ではオホーツク文化の担い手が構造船を使っており、影響を受けたアイヌも近世以前に類似した船を使ってたとされるが史料は少ない。
苫小牧市沼ノ端から出土した17世紀のイタオマチㇷ゚（アイヌ語で「板をつけた船」の意）の残骸や、千歳市美々8遺跡出土の舟の残骸から見ても、タナ発達、縫合船という点で和船に非常に近い構造を持っていたことが窺われる。他にも丸木舟、樹皮船、アザラシやトドの皮革を使った革船が使われていたと言われている。

## 最も狭義の「和船」の航行性能
江戸初期までの和船は帆桁が下部にもあり、風上への航行が出来なかったため、軍船の場合は数十挺から多いものでは百挺以上の艪を有し、漕走を主とした。江戸中期以降の弁才船になると下部の帆桁がなくなり、帆の下部をすぼませる事で風上への航行（間切り走り）も可能となったため、江戸時代の近海海運は大いに発展することとなった。

## 主な類型
- 軍用船：安宅船・関船・小早
- 商用船
  - 大型船：弁才船（廻船・北前船・菱垣廻船・樽廻船・浦廻船）。その元になった二形船・伊勢船・北国船
  - 川船：高瀬舟、五大力船、平田舟（艜船）
  - 漁船：ドブネ（能登、新潟など）・サバニ（沖縄）・アイノコ（奄美）・トモド（隠岐）・サゲフネ（紀伊）・打瀬船
  - その他：御座船・屋形船・丸子船（琵琶湖）・諸手船（美保関など）・押送船（江戸周辺）・伝馬船

## 復元船

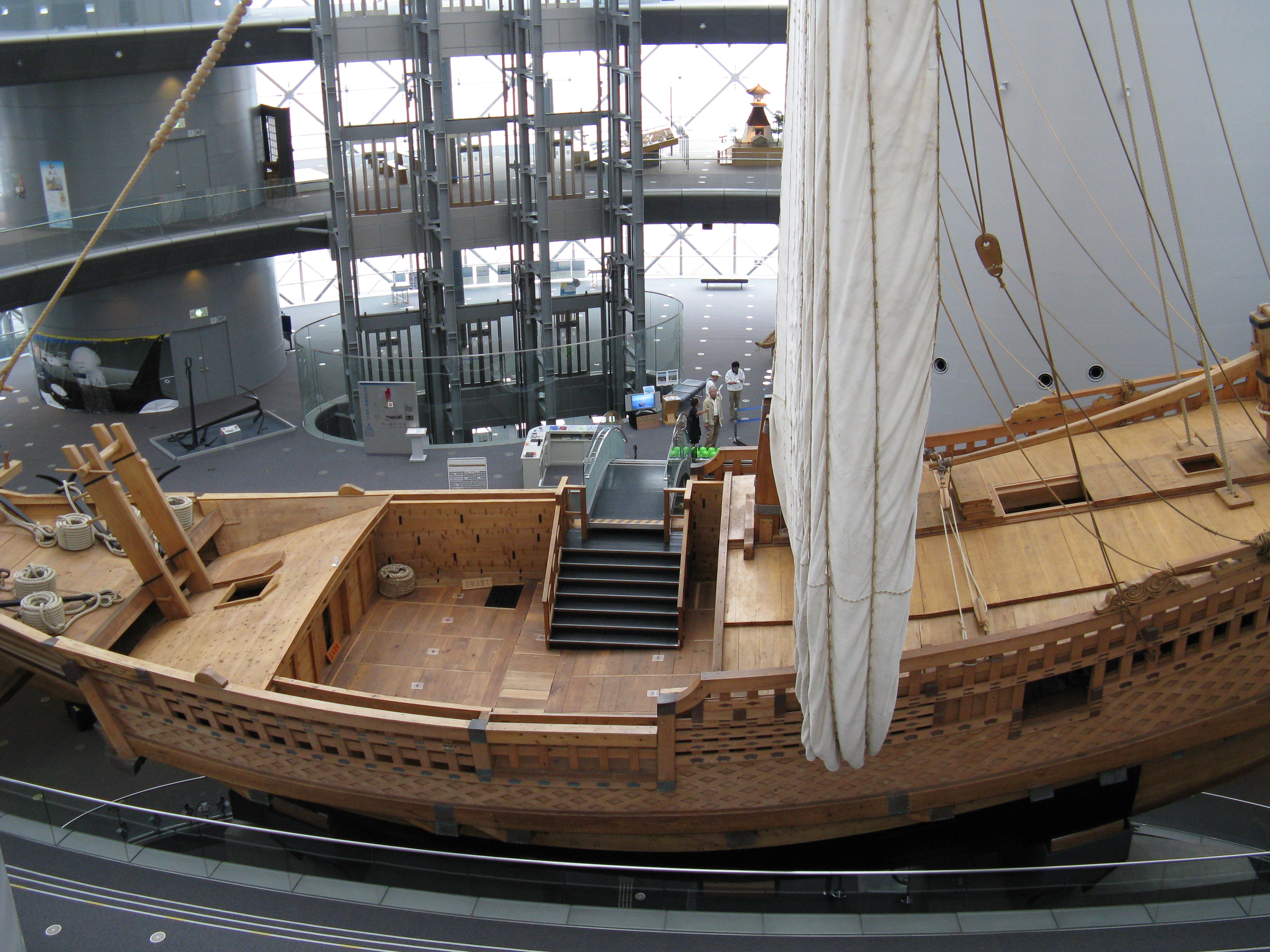
なにわの海の時空館で展示されていた浪華丸

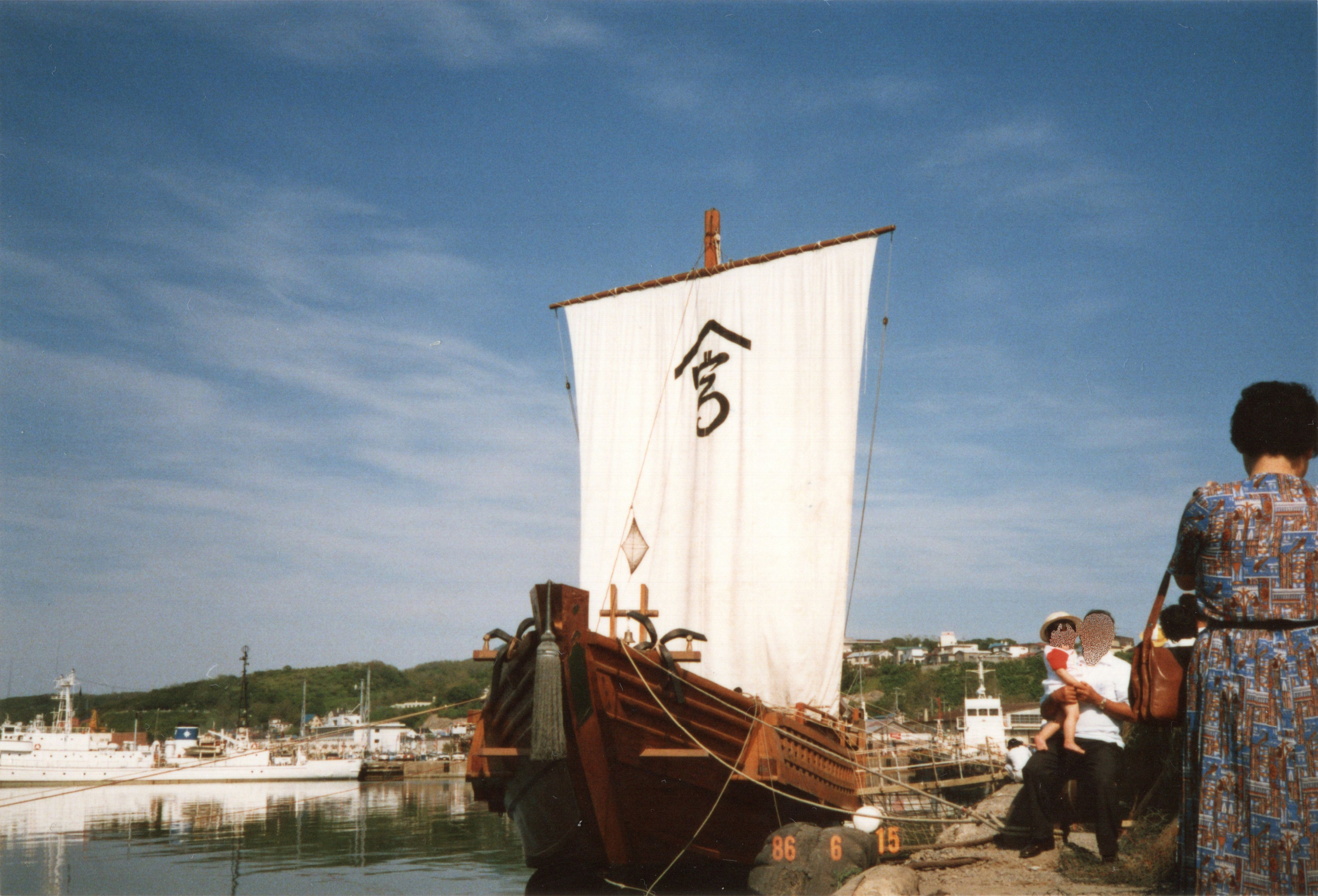
1986年（昭和61年）6月、江差港に到着した辰悦丸

復元された和船としては、なにわの海の時空館の「浪華丸」（菱垣廻船）、淡路ワールドパークONOKOROの「辰悦丸」やみちのく北方漁船博物館の「みちのく丸」（ともに北前船）があった。
「浪華丸」は1999年に大阪湾を試験帆走した後に屋内展示されていたが、なにわの海の時空館は2013年3月に閉館した。
「辰悦丸」は1984年に建造が開始されて翌年に完成し、進水。同年の「くにうみの祭典」での展示後、1986年に北海道檜山郡江差町の「北前船回航計画実行委員会」による淡路島 - 江差港 - 函館港の回航が行われ、同年にカナダ・バンクーバーで開催のバンクーバー国際交通博覧会（EXPO'86）に出展、日本に帰還後はおのころ愛ランド公園（現在の淡路ワールドパークONOKORO）に陸上展示され、現在に至っている。
「みちのく丸」は2005年に完成してみちのく北方漁船博物館で帆走できる状態で展示され、各地のイベントでの一般公開やNHK大河ドラマ「篤姫」の撮影に使われるなどしていたが、2014年の同館の閉館により青森県野辺地町に無償譲渡された。野辺地町は将来的に陸揚げ展示を検討していたが、屋外保管されている間に船体の傷みが想定以上に進んだため、解体した上で当初計画とは異なる形で利用を図りたいと表明している。

## 博物館・展示施設
- 東京海洋大学海洋工学部附属博物館 - 資料、模型を展示
- 神戸大学海洋政策科学部海事博物館
- 東海大学海洋学部付属博物館
- みちのく北方漁船博物館 - 復元船「みちのく丸」を展示、運行
- 滋賀県立琵琶湖博物館
- なにわの海の時空館 - 復元船「浪華丸」を展示
- 北前館
- 新潟市歴史博物館
- 沼津市戸田造船郷土資料博物館
- 関門海峡ミュージアム
- 淡路ワールドパークONOKORO - 復元船「辰悦丸」を展示
- 徳島市立徳島城博物館 - 「徳島藩御召鯨船 千山丸」（国の重要文化財）[9]を展示

他

## 参考資料
- 石井謙治『和船（1）』『和船（2）』法政大学出版局 、1995年
- 『図説和船史話 』至誠堂 ASIN B000J7CG88
- 『近江商人と北前船―北の幸を商品化した近江商人たち 』サンライズ印刷出版部 ISBN 978-4883251285